# Malik Bendjelloul

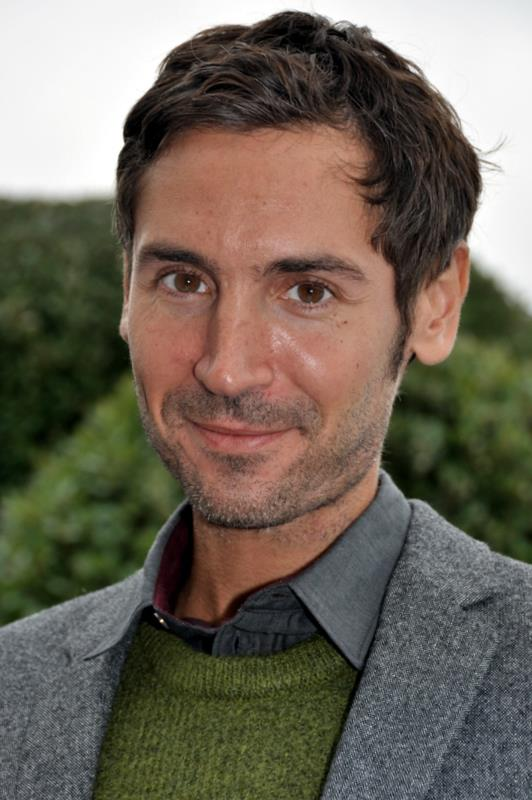
Malik Bendjelloul (2012)

Malik Bendjelloul (* 14. September 1977 in Ystad; † 13. Mai 2014 in Stockholm) war ein schwedischer Dokumentarfilmer und früherer Kinderdarsteller sowie Oscar-Preisträger.

## Leben
Bendjelloul wurde als Sohn des algerischstämmigen schwedischen Arztes Hacène Bendjelloul und der schwedischen Malerin Veronica Schildt Bendjelloul geboren. Er wuchs gemeinsam mit seinem Bruder, dem Kulturjournalisten und Moderator Johar Bendjelloul, in Ängelholm (Schonen) auf. Er spielte ab 1990 die Rolle des Philip in der schwedischen Fernsehserie Ebba och Didrik. Nach dem Gymnasium studierte er an der Medienschule in Kalmar das Fach Filmproduktion und Regie. Zuletzt arbeitete er als Dokumentarfilmer und für das Kulturprogramm Kobra des staatlichen Schwedischen Fernsehens (SVT). Bendjelloul nahm sich im Mai 2014 das Leben. Nach Angaben seines Bruders Johar hatte er Depressionen.

### Dokumentarfilm
Der Film Searching for Sugar Man entstand in den Jahren seit 2006 mit der Kamerafrau Camilla Skagerström. Er schildert die Suche nach dem US-amerikanischen Folksänger Sixto Díaz Rodríguez aus Detroit. Dieser veröffentlichte in den frühen 1970er Jahren zwei Alben in den USA, die jedoch keinen kommerziellen Erfolg mit sich brachten. In Südafrika hingegen wurde er zur Ikone. Diese Entwicklung und die Wiederentdeckung des Sängers in Detroit schildert der Dokumentarfilm, der Bendjelloul neben anderen Auszeichnungen einen Oscar einbrachte.

## Auszeichnungen und Preise
- 2012: Publikumspreis des Sundance Film Festivals für Searching for Sugar Man
- 2012: National Board of Review Award für denselben Film.
- 2013: British Academy Film Award für den besten Dokumentarfilm.
- 2013: Guldbagge für den besten Dokumentarfilm.
- 2013: Oscar – Bester Dokumentarfilm für denselben Film.